# Scream Until You Like It
Scream Until You Like It è il dodicesimo singolo dei W.A.S.P..
La traccia principale è stata registrata nel 1987 e pubblicata in questa forma per la prima volta nell'album Live...In the Raw dello stesso anno. Scream Until You Like It è apparsa anche come colonna sonora del film horror Ghoulies II,
la si può ascoltare inoltre nel film Morte a 33 giri, durante una scena in sottofondo suonata dai "Only Child" di Paul Sabu che in realtà è il reale autore della canzone. 

Shoot from the Hip fu registrata live a Long Beach.

## Tracce
1. Scream Until You Like It 03:22
2. Shoot from the Hip 04:43
3. Sleeping (In the Fire) 04:01

## Formazione
- Blackie Lawless - voce, chitarra
- Chris Holmes - chitarra
- Johnny Rod - basso
- Steve Riley - batteria